# 1989 ve fotografii
Tento článek obsahuje významné fotografické události v roce 1989.

## Události
- Vznikla umělecká skupina Bratrstvo, kterou založili brněnští výtvarníci Martin Findeis, Václav Jirásek, Petr Krejzek, Roman Muselík a Zdeněk Sokol.[1]
- Vznik Market Photo Workshop, škola fotografie, galerie a projektový prostor v Johannesburgu v Jihoafrické republice
- V Dánsku byla založena fotografická škola Fatamorgana
- James Nachtwey vydal knihu Deeds of War, (Thames and Hudson) – ISBN 0-500-54152-3
- Vyšla kniha Visions du sport – photographies 1860–1960, editor: Jean-Claude Gautrand, antologie shromažďující fotografie autorů: bratři Bissonovi, Étienne-Jules Marey, Eadweard Muybridge, Nadar, Lewis Hine, Adolphe Braun, Jules Beau, Martin Munkácsi, George Hoyningen-Huene, Harold Edgerton, Jacques Henri Lartigue, André Kertész, László Moholy-Nagy, Alexandr Rodčenko, Leni Riefenstahlová, Willy Baumeister, Alfred Eisenstaedt, August Sander, Maurice Tabard, Pierre Boucher, Brassaï, René-Jacques, Gjon Mili, Raymond Voinquel, George Silk, George Rodger, Robert Capa, Jean Dieuzaide, Robert Doisneau, Henri Cartier-Bresson, etc., ed. Admira ISBN 2-90765-802-6

Fotografické festivaly a výstavy
- Rencontres d'Arles, červenec–září
- Mois de la Photo, Paříž, listopad

## Ocenění
- World Press Photo – ?
- Prix Niépce – Gladys
- Prix Nadar – Collectif, Splendeurs et misères du corps, éditions Paris-Audiovisuel et Musée d'art et d'histoire de Fribourg
- Cena Oskara Barnacka – Charles Mason
- Grand Prix national de la photographie  – Bernard Faucon
- Cena Henriho Cartier-Bressona – Chris Killip

- Cena Ericha Salomona – Barbara Klemm
- Cena za kulturu Německé fotografické společnosti – Paul B. Gilman, Erik Moisar a Tadaaki Tani

- Cena Ansela Adamse – Robert Glenn Ketchum
- Cena W. Eugena Smithe – Cristina García Rodero
- Zlatá medaile Roberta Capy – David Turnley
- Pulitzer Prize for Spot News Photography – Ron Olshwanger, fotograf na volné noze, za snímek publikovaný v St. Louis Post-Dispatch, hasič resuscituje dítě vytažené z hořící budovy.
- Pulitzer Prize for Feature Photography – Manny Crisostomo, Detroit Free Press, „za cyklus fotografií zachycující studentský život v jihozápadní střední škole Southwestern High School v Detroitu.“
- Infinity Awards – Alexander Liberman, Josef Koudelka (Exily), James Nachtwey a Arnulf Rainer

- Cena Higašikawy – Shi Shaohua, Yūkichi Watabe, Jun Tsukida a Masahide Satō
- Cena za fotografii Ihei Kimury – Hana Takeda a Michio Hoshino
- Cena Nobua Iny – Noriaki Jokosuka
- Cena Kena Domona – Ichirō Tsuda

- Prix Paul-Émile-Borduas – Claude Tousignant
- Fotografická cena vévody a vévodkyně z Yorku – Rafael Goldchain

- Prix international de la Fondation Hasselblad – Sebastião Salgado

## Narození v roce 1989
- 2. března – Yagazie Emezi, nigerijská umělkyně a nezávislá fotožurnalistka
- 29. března – Robert Abban, ghanský fotograf a kameraman
- 3. dubna – TwinsDntBeg, ghanská dvojčata a fotografové, spolupráce s celebritami na místní i mezinárodní úrovni, oficiální fotografové druhé dámy Ghany, Samiry Bawumia
- 26. dubna – Ronny García, kolumbijsko-čilský umělecký fotograf
- 30. srpna – Uche Odohová, nigerijská fotografka, tvůrkyně obsahu, filmařka a modelka
- ? – Jakub Jansa, český audiovizuální umělec a vysokoškolský pedagog, v roce 2021 získal Cenu Jindřicha Chalupeckého
- ? – Jenevieve Akenová, nigerijská dokumentární a portrétní fotografka se zaměřením na kulturní a sociální témata
- ? – Amalia Ulman, argentinská umělkyně se sídlem v New Yorku, jejíž praxe zahrnuje performance, instalace, fotografii, video a net-art
- ? – Sumy Sadurni, španělsko-mexická fotografka narozená v Chile († 7. března 2022)
- ? – Michaela Karásek-Čejková, česká fotografka se sídlem v Praze, specializující se na módní, portrétní a reportážní fotografii
- ? – Yhor Čekačkov, ukrajinský fotograf se sídlem v Charkově se zaměřením na různá témata
- ? – Julie de Waroquier, francouzská fotografka

## Úmrtí v roce 1989
- 19. ledna – Asbjørn Nesheim, norský kurátor a fotograf (* 14. prosince 1906)
- 9. března – Robert Mapplethorpe, americký portrétní fotograf (* 4. listopadu 1946)
- 13. dubna – Frank Simon Hofmann, český fotograf působící na Novém Zélandu (* 27. prosince 1916)
- 8. května – Stefano Bricarelli, italský fotograf (* 6. prosince 1889)
- 17. května – Lucia Moholyová, německy mluvící fotografka židovského původu narozená v Česku (* 18. ledna 1894)
- 28. května – Virginia Schau, americká fotografka, získal Pulitzerovu cenu za fotografii (* 23. února 1915)
- 23. června – William Gedney, americký fotograf (* 29. října 1932)
- 5. srpna – David Eldan, rakousko-izraelský fotograf (* 12. února 1914)
- 8. srpna – Takamasa Inamura, japonský fotograf (* 22. února 1923)
- 6. září – Vladimír Skoupil, český fotograf (* 12. května 1920)
- 25. září – Jack Smith, americký filmový režisér, fotograf a herec (* 14. listopadu 1932)
- 8. listopadu – Josef Ehm, český fotograf, pedagog a redaktor (* 1. srpna 1909)
- 26. listopadu – Ndoc Kodheli, albánský fotograf (* ?)
- 1. prosince – William Vandivert, americký fotograf (* 16. srpna 1912)
- 21. prosince – Rotimi Fani-Kayode, fotograf narozený v Nigérii, který se ve věku 12 let přestěhoval do Anglie, aby unikl nigerijské občanské válce (* 20. dubna 1955)
- 26. prosince – Kójó Išikawa, japonský fotograf (* 5. července 1904)
- ? – Marie Stachová, česká fotografka (* 1907)
- ? – Vasil Ristani, albánský fotograf (* 10. října 1908)